# Titi Qadarsih
Titi Qadarsih (Pare, Kediri, Java Oriental; 22 de septiembre de 1945-22 de octubre de 2018) fue una modelo, bailarina, cantante y actriz de cine indonesia. Se la conoce también como la voz de varias películas; incluso colaboró a dúo con el cantante Gombloh.

## Filmografía
- Hantjurnya Petualang (1966)
- Dibalik Tjahaja Gemerlapan (1966)
- Wadjah Seorang Laki-Laki (1971)
- Wulan Di Sarang Penculik (1975)
- Bula-Bulu Cendrawasih (1978)
- Pacar Seorang Perjaka (1978)
- Buah Terlarang (1979)
- Jangan Kirimi Aku Bunga (1986)
- Jangan Ambil Nyawaku
- Panggil Namaku Tiga Kali (2005)
- Rumah Pondok Indah (2006)
- Suster N (2007)
- Terowongan Casablanca (2007)
- Tapi Bukan Aku (2008)
- Mupeng (Muka Pengen) (2008)
- Kembang Perawan (2009)